# Sebastian Beer

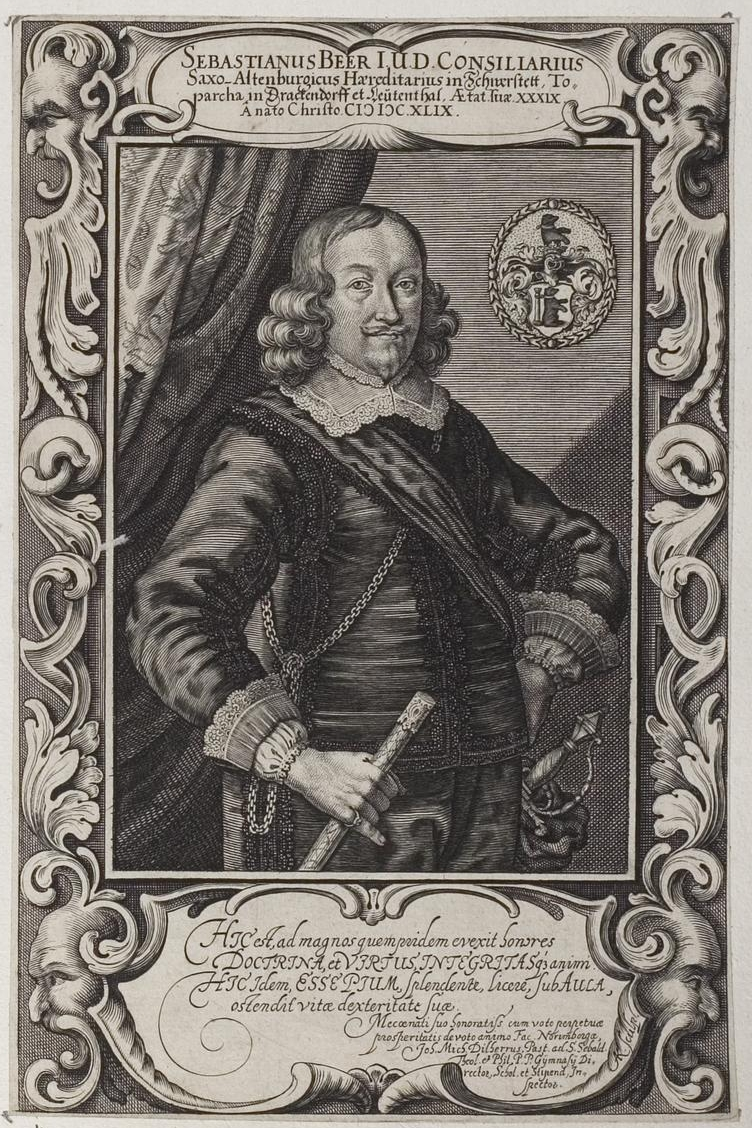
Sebastian Beer (Mitte 17. Jahrhundert)

Sebastian Beer (* 19. Juli 1609 in Lauf an der Pegnitz; † 30. Oktober 1659 in Altenburg) war ein Verwaltungsjurist und Mitglied der Fruchtbringenden Gesellschaft.

## Leben
Beer bestritt ein Studium der Rechte in Altdorf, wo er auch den Doktorgrad erwarb, und in Jena. Er blieb dann zunächst als Hofgerichtsadvokat in Jena, bevor er als erzbischöflicher Syndikus nach Magdeburg wechselte. 1656 war er Kammerpräsident im Dienst von Herzog Friedrich Wilhelm von Sachsen-Altenburg und wurde mit dem Namen „Der Vielgeübte“ in die Fruchtbringende Gesellschaft aufgenommen. Er beschloss seine Laufbahn als Hofrat und Konsistorialpräsident in Altenburg.
Er vermählte sich 1640 mit Elisabeth Sophie Gerstenberg († 26. Juli 1669), Erbin der Güter Drackendorf, Schwerstedt und Leutenthal. Aus der Ehe gingen fünf Kinder hervor. Zwei Töchter (Anna Juditha (* 1653) und Eleonora Susanna, † beide 1660?) und ein Sohn (Benjamin Liebman, † 4. Dezember 1659) überlebten den Vater nur um wenige Monate, seine dritte Tochter Sibylla Dorothea starb am 25. Juli 1669, seine Frau einen Tag später. Beide wurden am 30. Juli 1669 im Erbbegräbnis beigesetzt. Die vierte Tochter Eva Sophie Beer heiratete am 6. November 1670 Hans Rudolph von Schönfeld. Johann Christoph Falckner war Beers Neffe.
Beer, der neben den von seiner Gattin zugetragenen Gütern auch Zschöpperitz besaß, nahm seinen Wohnsitz in Drackendorf. 1643 hatte er der dortigen Kirche eine Hostienbüchse gestiftet und 1645 einen Kelch instand setzen und ausbessern lassen, dabei durch eine auf ihn verweisende Gravur ergänzt. Von 1653 bis 1656 veranlasste er den Um- bzw. teilweisen Neubau der Auferstehungskirche in Drackendorf. Am damaligen Altar- und Kanzelbau befand sich ein Gesims mit den Wappen der Stifter: „Sebastian Beer, Doctor Consistorii Praesidens, und Elisabeth Sophie Beer, geborene Gerstenbergk.“

Er wurde mit seiner Gemahlin in der „Bruderkirche in Lauff“ beigesetzt, auf dem Friedhof existierte auch ein „Beersches Grabmonument“ in Form einer Relieftafel an einer Mauer mit der Inschrift:

„A. 1659, den 22. Oktbr. verschied in Gott selig zu Altenburg in Meissen der Edel WohlEhrveste Großachtbar und Hochgelehrte Herr Sebastian Beer lur. Con. von Drackendorff auf Leuthenthal und Zschepperiz Fürstl. Altenb. hochansehnl. Hoff- und Justitienrath, auch des Hochlöbl. Consistorii daselbst Wohlverdienter Director und Präses, so in der Bruder Kirchen alba mit Christlichen Solennitäten in dessen Ruhebettlein versetzt und begraben, nachdem derselbige vor 25 Jahren den 20. Jun. 1609. alhier zu Lauff gebohren worden. Dem Gott eine fröhliche Auferstehung verleihe.“

## Werke
- Bona Verba dicta Nuptiis Viri Nobilissimi ... Sebastiani Beer/ Norici, I.U.D. & Consiliarii Saxo-Altenburgici Magnifici, & ... Elisabethae Sophiae Gerstenbergeriae, in Drackendorff/ Schwerstedt & Leutenthal. Halle (Saale): Universitäts- und Landesbibliothek Sachsen-Anhalt, 1640